# Balatonederics
Balatonederics is een plaats (község) en gemeente in het Hongaarse comitaat Veszprém. Balatonederics telt 1096 inwoners (2001).